# Heckler & Koch AGW
De Heckler & Koch AGW ( Automatische Granaatwerper) is een automatische granaatwerper die ontwikkeld is door Heckler & Koch voor de Bundeswehr, het Duitse leger. Het wapen staat in Duitsland bekend als GMG ( Granatmaschinengewehr) of GMW of  GraMaWa ( Granatmaschinenwaffe). In het Engels wordt het wapen GMG (" grenade machine gun") genoemd.
Het wapen werd ontwikkeld tussen 1992 en 1995 en is sinds 1996 in gebruik.
De Nederlandse Krijgsmacht kocht achttien exemplaren in 2007, in eerste instantie alleen voor gebruik bij Task Force Uruzgan van de ISAF-missie in Afghanistan. Later werd het wapen opgenomen in de standaardbewapening.

## Beschrijving
De AGW is een terugstoot-lader met een getrokken loop. De munitie kan zowel vanaf de linker- als vanaf de rechterzijde aangevoerd worden. De loop kan zonder gereedschap worden vervangen. Het wapen heeft optisch vizier met een extra rode stip, en is getrapt instelbaar tot 1500 m (in stappen van 100 m). Het wapen heeft daarnaast een mechanisch vizier voor variabele afstanden.
De AGW heeft twee verschillende afvuur-mechanismen; één aan de rechterkant van het handvat en één als een knopvormige trekker boven op het wapen.
Vanwege het gewicht van het wapen is het slechts zeer beperkt te voet te verplaatsen.

## Munitie
In Nederland worden er twee soorten munitie gebruikt voor de AGW: 
- Oefenmunitie: voor opleiding en schietoefeningen wordt de TP-M (target practice marker) gebruikt.
- Scherpe munitie: bij daadwerkelijke inzet verschiet het wapen HE-PFF-T (high explosive–preformed fragments-tracer). De HE-PFF-T heeft binnen een straal van 6 m een dodelijke scherfwerking. Binnen een straal van 25  m zorgt de fragmentatiegranaat voor verwondingen.

De granaten wegen 0,37 kg per stuk, en worden vanuit een munitiekistjes als een geschakelde band met 30 stuks in het wapen gevoerd.
De afmetingen van de munitiekist zijn 470x160x250 mm

## Gebruikers
- Canada (in licentie geproduceerd door Rheinmetal Canada als C16 CASW (Close Area Suppression Weapon) ).[3]
- Duitsland
- Finland (als 40 KRKK 2005)[3]
- Griekenland
- Ierland
- Letland
- Litouwen
- Maleisië
- Nederland (als AGW)
- Nieuw-Zeeland
- Noorwegen
- Polen
- Portugal
- Slowakije
- Verenigd Koninkrijk (als L134A1)[3]
- Verenigde Staten (als GMG)

## Foto’s

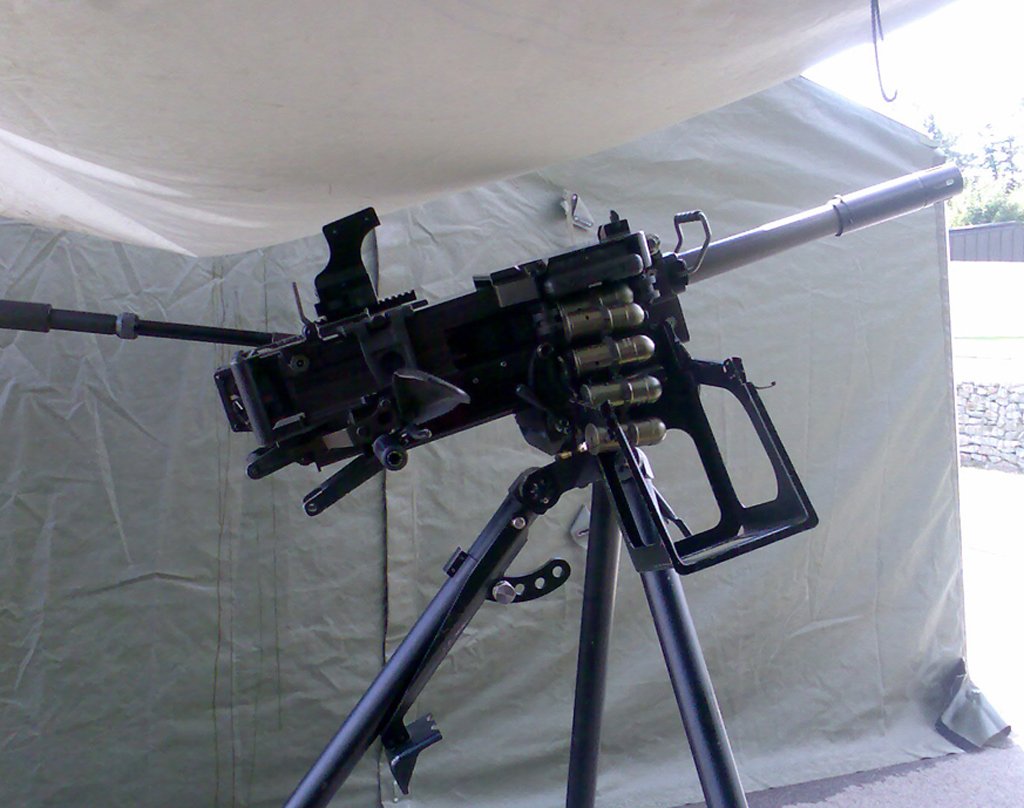
AGW van het Duitse leger
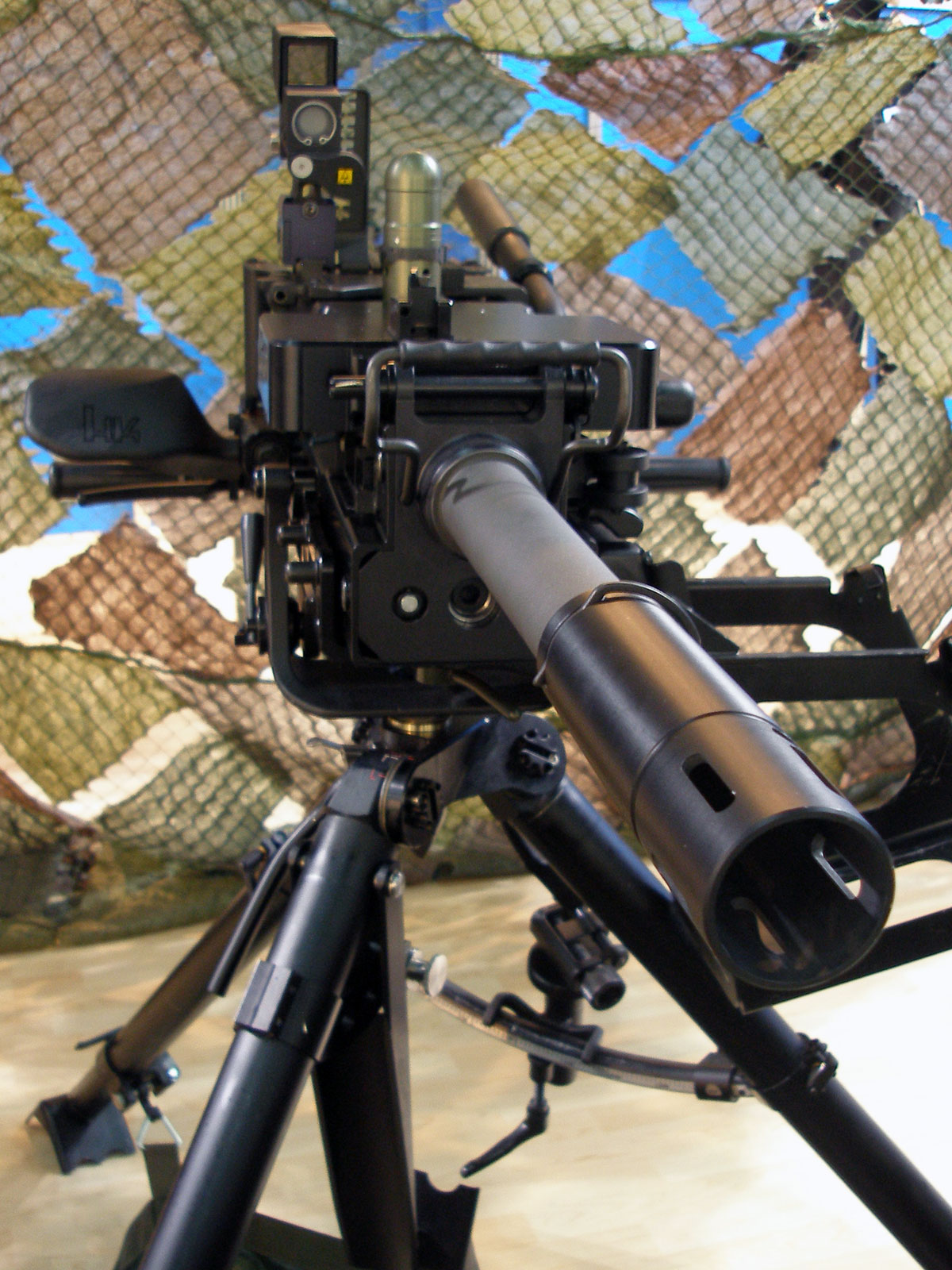
Heckler & Koch AGW
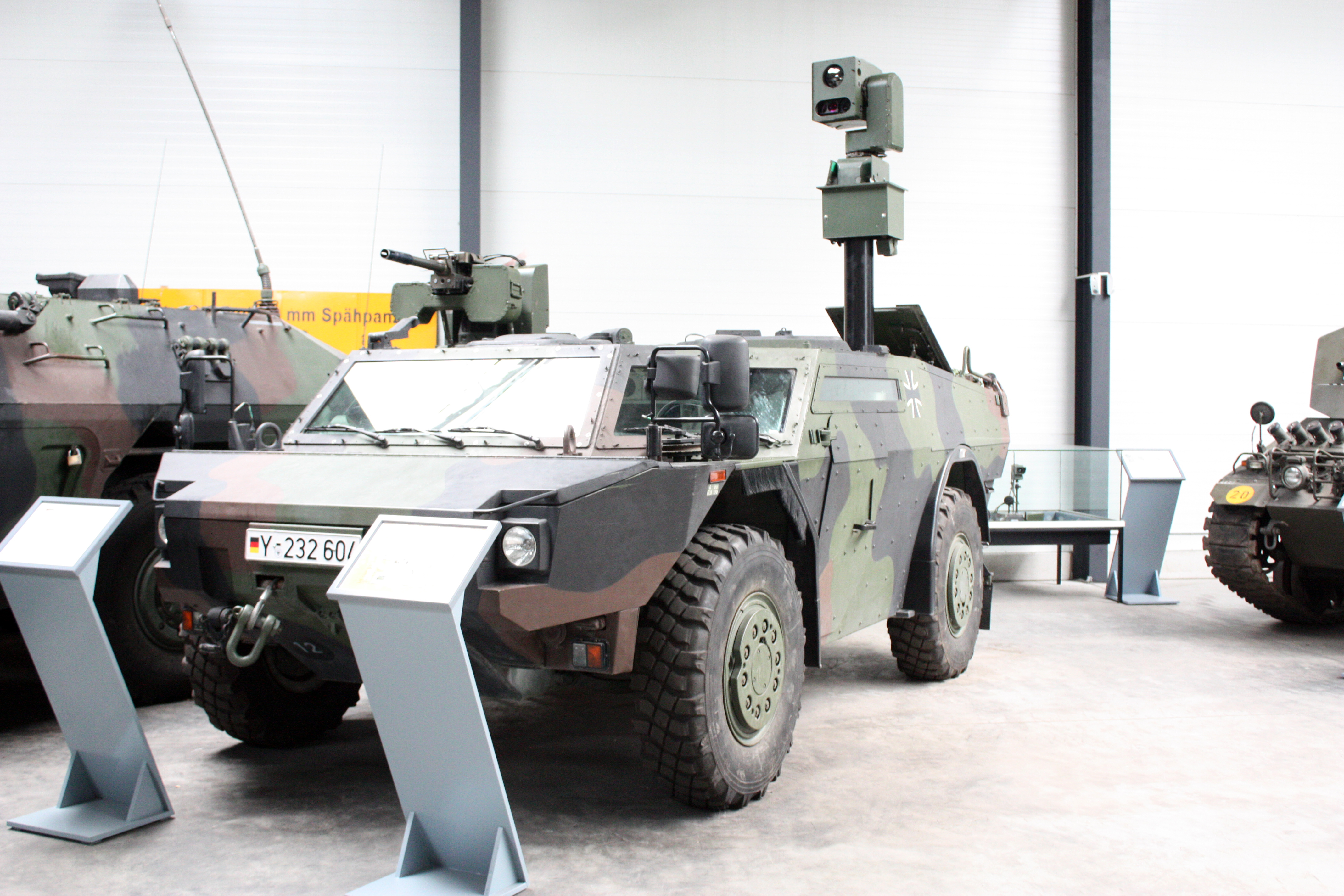
AGW Op een Duitse Fennek
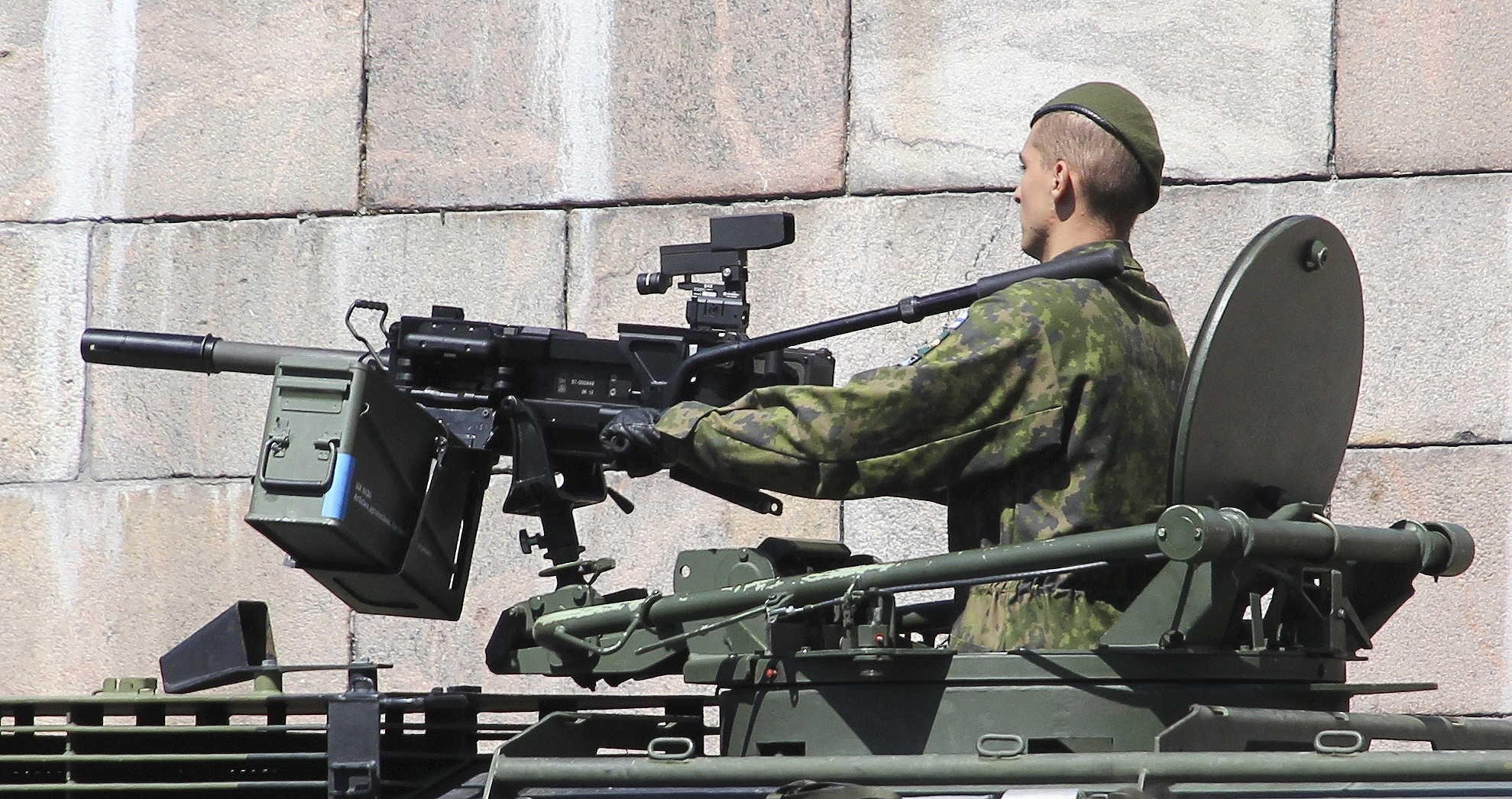
Finse AGW
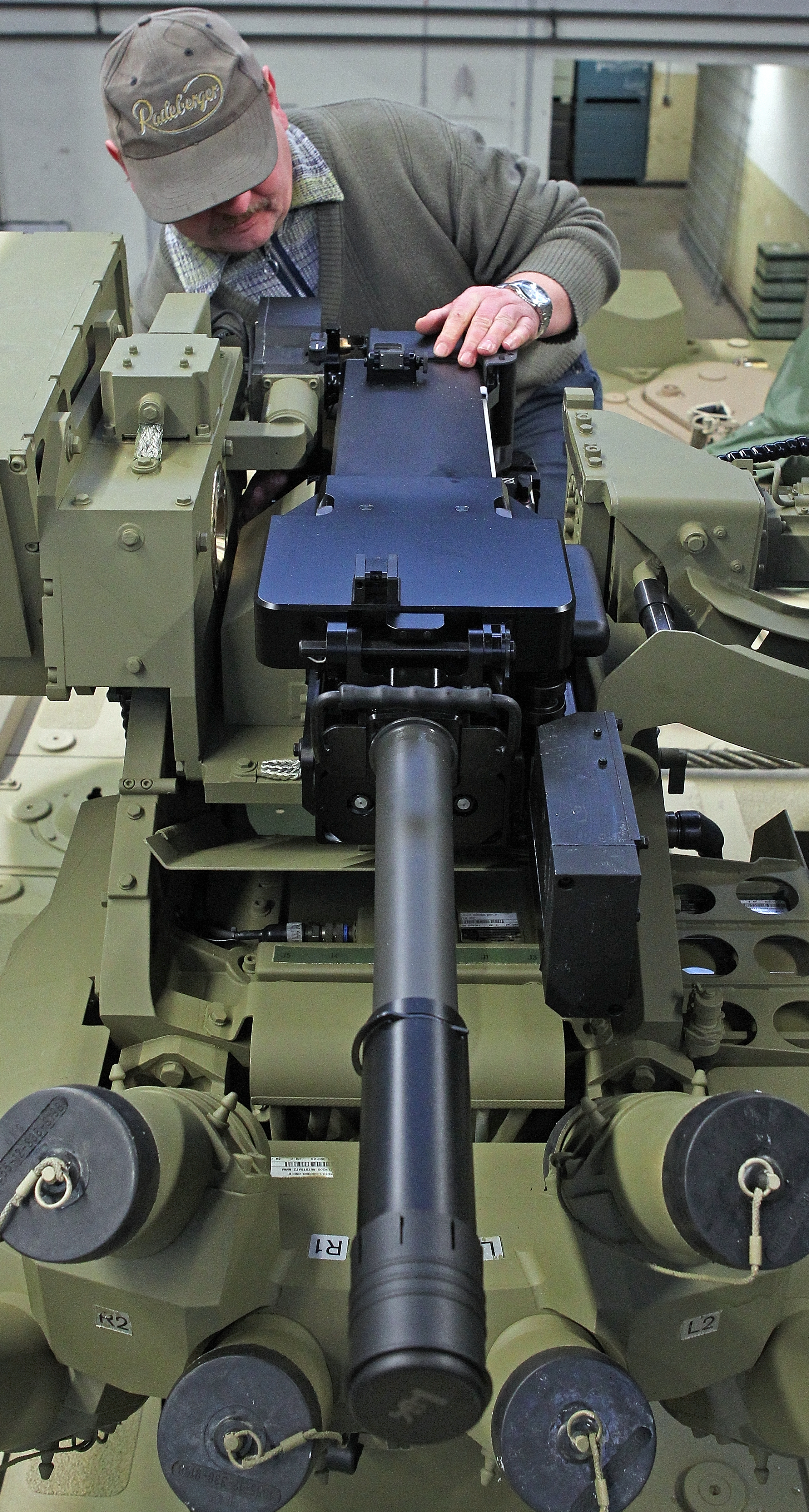
AGW op een Boxer MRAV
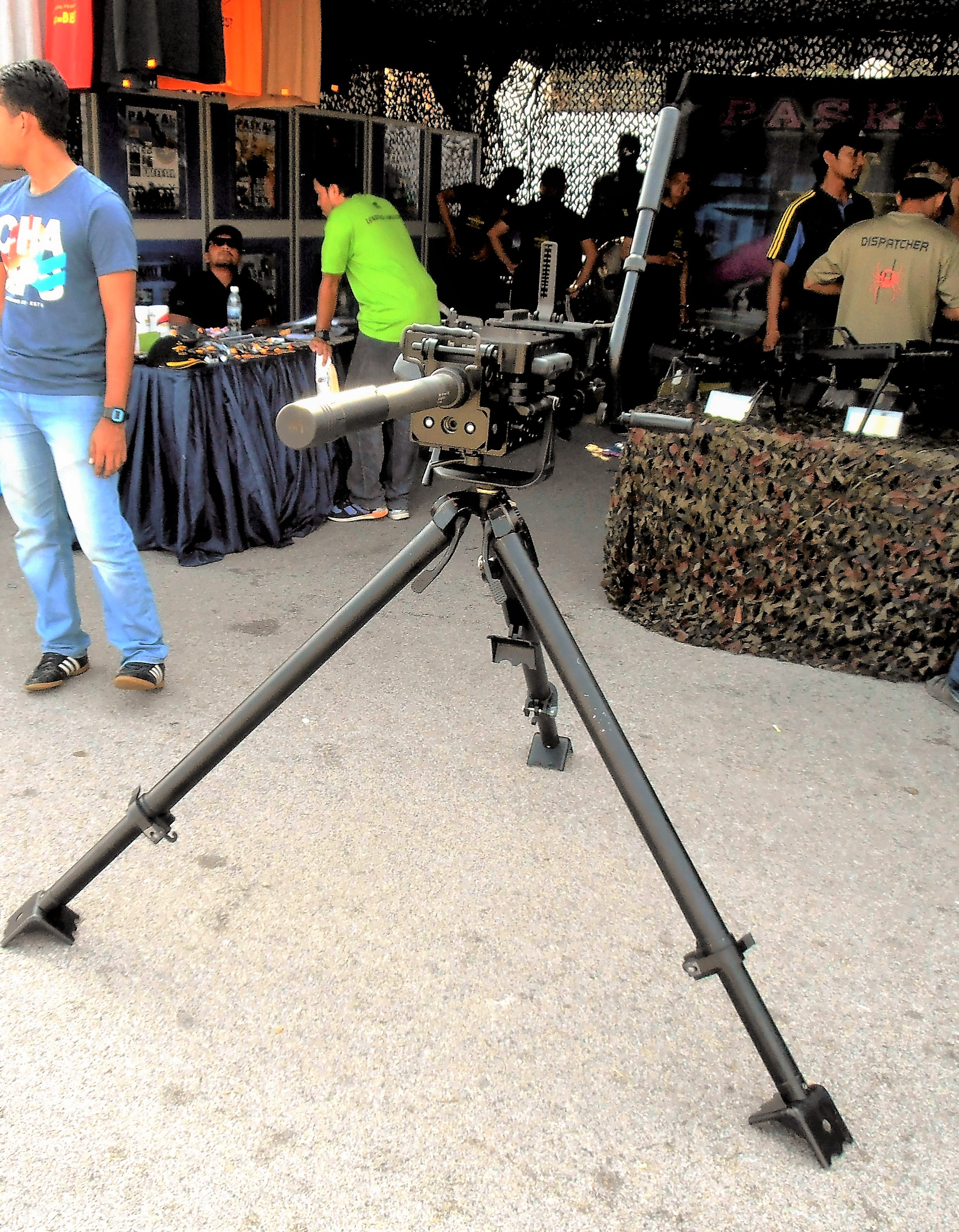
AGW van de Maleisische marine